# 特蘭迪島
特蘭迪島（英語：Trundy Island）是南極洲的島嶼，處於羅賓斯島西北面0.7公里，屬於帕默群島中茹班群島的一部分，由美國南極名稱諮詢委員命名，現時由南極條約體系管理。